# Muhe
Muhe (Muscidae) su porodica srednje velikih do velikih dvokrilaca (Diptera) s usnim organima za lizanje i sisanje, koji su kod nekih preobraženi za probadanje kože životinja. Imaju par funkcionalnih krila za let i par krila za ravnotežu, pokretnu glavu s parom velikih složenih očiju i dijelom usta namijenjenim za sisanje. Oči su im sastavljene od tisuća individualnih leća koje im omogućuju široko polje vida. Muhe imaju jedan par krila za let; njihov raspored omogućuje im veliku manevarabilnost u letu.
Ličinke se hrane biljkama, truleži ili su nametnici. Neke žive u vodi. Muhe prolaze kroz potpunu metamorfozu, što znači da imaju četiri različite faze života. To su: 
Faza jajašca: ženka kućne muhe može izleći do 500 jajašaca tijekom života, svakih 3 – 4 dana polaže jajašca u grupama od 75 do 150 komada
Ličinka: ležu se 20 sati nakon što muha izlegne jajašca, jedu svu hranu koja im je dostupna
Kukuljica: poslije 4 – 10 dana ličinke se sele na sušije tlo te se presvlače u kukuljicu (presvlačenje traje 3 – 6 dana)
Odrasla muha: nakon što se presvuku iz stadija kukuljice, životni vijek im je 15 – 30 dana
Najpoznatije su vrste: kućna muha (Musca domestica), pakosna pecavka (Stomoxys calcitrans). Mala kućna muha (Fannia canicularis) (koju navodi Školska knjiga, Zagreb, 1999), ne pripada porodici muha (Muscidae), nego porodici Fannidae.
Hrane se cvjetnim sokom (cvjetarke), trulim i svježim organskim tvarima (kućna muha), krvlju  (pecarka, zajedavka), hvatanjem drugih kukaca, itd.
Muhe su prenosnici zaraznih bolesti: bolesti spavanja, tifusa, paratifusa. One često hodaju po truleži, otpadu, izmetu i sl., a tijelo im je dlakavo i na njemu se lako zadržava nečistoća s kojom se prenose bolesti. Na tijelu muhe nađe se i po nekoliko milijuna bakterija, uz deset vrsta parazitskih crva te nekoliko vrsta virusa. Muhe se također koriste u medicini i farmaciji. Upljuvci muha imaju antibakterijsko djelovanje, dok se ličinke muha koriste za čišćenje ugnojenih rana.
Kućna muha može letjeti i do 10 km na dan. Mogu letjeti 72 km na sat te zamahnuti krilima i do 200 puta u sekundi. 